# Manu Moreno
Manuel María Moreno Zaldívar, más conocido como Manu Moreno (nacido el 5 de octubre de 1947 en San Sebastián, País Vasco) es un exjugador y entrenador de baloncesto español.

## Trayectoria
Se formó en el Atlético San Sebastián, jugó también en el Águilas de Bilbao hasta que en 1974, ficha por el Saski Baskonia (junto con Kepa Segurola y Josean Querejeta), equipo en el que jugaría durante dos temporadas, hasta retirarse. Después comenzaría una carrera como entrenador, iniciándose en las categorías inferiores del Saski Baskonia. En el año 1980 remplaza a Iñaki Iriarte como entrenador principal baskonista. En 1985 es entrenador asistente de Pepe Laso, siendo posteriormente de nuevo entrenador principal del equipo vitoriano. Los siguientes equipos que dirigiría serían el Caja Bilbao y el Valencia Basket.